# Yon Tumarkin
Yon Tumarkin (Jafa, 22 de julho de 1989) é um ator israelense.

## Biografia
Tumarkin é o filho de Naama e escultor Yigal Tumarkin. Tumarkin fez sua estréia no cinema em 2001, na drama Shisha Million Rasisim, alcançou notoriedade com a atuação em Napoleon Hills Kids (2001). Em 2008 até 2012, Tumarkin apareceu como Leo Zachs em 135 episódios de Split. Em 2008, ele interpretou "Tomer" na film Rock the Casbah. Interpretou também Kevin Reed, no filme zumbi JeruZalem.

## Filmografia
| Filmes    | Filmes                                                  | Filmes          | Filmes        |
| Ano       | Título Original                                         | Título (Brasil) | Papel         |
| --------- | ------------------------------------------------------- | --------------- | ------------- |
| 2001      | Shisha Million Rasisim (שישה מיליון רסיסים)             |                 |               |
| 2010      | 2048                                                    |                 |               |
| 2011      | Rock Ba-Casba (רוק בקסבה)                               | Rock the Casbah | Tomer         |
| 2013      | Sassi Keshet Never Eats Falafel (ששי קשת לא אוכל פלאפל) |                 | Ido           |
| 2015      | JeruZalem                                               | JeruZalem       | Kevin Reed    |
| Séries    |                                                         |                 |               |
| Ano       | Título                                                  | Papel           | Notas         |
| 2001-2003 | Napoleon Hills Kids                                     | Ido Klein       | 25 episódios  |
| 2007-2009 | Ha-E                                                    | Dylan           | 76 episódios  |
| 2009-2012 | Split                                                   | Leo Zachs       | 135 episódios |
| 2013      | Ha-Borer                                                | Nir             | 8 episódios   |
| 2014      | The Nerd Club                                           | Oren tuna       |               |

## Prêmios e Indicações
| Prêmios                | Prêmios   | Prêmios                          | Prêmios     | Prêmios     |
| Ano                    | Resultado | Premiação                        | Categoria   | Referências |
| ---------------------- | --------- | -------------------------------- | ----------- | ----------- |
| 2009, 2010, 2011, 2012 | Venceu    | Television Academy Award, Israel | Melhor ator | [ 8 ]       |